# Абу Талиб ибн Абд аль-Мутталиб
Абу́ Та́либ Абд Мана́ф ибн Абд аль-Мутта́либ ибн Ха́шим аль-Кураши́ (араб. أبو طالب عبد مناف بن عبد المطلب بن هاشم القرشي‎; 549 — 619, Мекка, Хиджаз) — дядя Мухаммеда, его опекун и защитник. Отец четвёртого праведного халифа Али. Второй сын Абд аль-Мутталиба. Был главой племени курайшитов.

## Биография
Был вторым сыном Абд аль-Мутталиба и братом отца пророка Мухаммеда — Абдуллаха. После смерти его родителей, Абу Талиб взял его к себе на воспитание племянника. В свою очередь, когда Абу Талиб разорился, а дела Мухаммеда, вследствие удачной женитьбы на Хадидже, напротив, пошли на лад, он взял к себе на воспитание двоюродного брата — Али. Несмотря на то, что Абу Талиб постоянно выступал на защиту Мухаммеда перед знатью курайшитов, он не стал мусульманином.

## Смерть
В суннитских источниках сообщается, что незадолго до смерти к нему зашел пророк Мухаммад, заставший у постели умиравшего Абу Джахля и Абдуллу ибн Абу Умайю. Пророк сказал Абу Талибу: «О дядя! Скажи „Нет божества, кроме Аллаха“, и благодаря этому я смогу заступиться за тебя пред Аллахом!». Однако к умиравшему обратились и курайшиты, которые сказали: «О Абу Талиб, неужели отречешься ты от религии Абд аль-Мутталиба?!» — и продолжали повторять эти слова до тех пор, пока он не сказал: «Не отрекусь я от религии Абд аль-Мутталиба!» Услышав это, Пророк сказал: «Поистине, я буду просить прощения для тебя!», и тогда был ниспослан аят, в котором говорилось: «Ни Пророку, ни верующим не подобает просить прощения для многобожников, даже если это их родственники, после того, как убедились они, что те попадут в Ад», а также и другой аят, где было сказано: «Поистине, не сможешь ты вывести на прямой путь тех, кого любишь!».
Абу Талиб скончался в месяце раджаб или рамадан десятого года с начала пророчества, через шесть месяцев после прекращения бойкота и осады мусульман. Он всегда помогал Мухаммаду и защищал его, и во многом благодаря ему удалось оградить дело исламского призыва от нападок противников, однако сам он так и не отрёкся от религии предков.

## Абу Талиб в шиизме
Шииты утверждают, что Абу Талиб перед смертью стал мусульманином, но скрывал свою веру. Сообщения об исповедании ислама приводятся в книге «Толкование Пути Красноречия»:

Если веру Абу Талиба поставить на одну чашу весов, а веру всех людей — на другую, то вера Абу Талиба перевесит!
— Ибн Абу аль-Хадид. Толкование Пути Красноречия, т. 14, с. 68
Джафар ас-Садик приводит хадис от своего предка — самого пророка Мухаммеда:

Люди пещеры скрывали свою веру, внешне демонстрируя неверие, и Аллах даст им за это двойную награду. Абу Талиб так же скрывал свою веру, внешне демонстрируя неверие, Аллах и ему даст за это двойную награду.
— Ибн Абу аль-Хадид. Толкование Пути Красноречия, т. 14, с. 68

## Абу Талиб в кинематографе
- «Послание» (Великобритания, 1976). Роль Абу Талиба исполнил — Андре Морелл.
- «Луна рода Хашим» (Сирия, 2008). Роль исполнил — Акиф Наджим.
- «Умар ибн аль-Хаттаб» (Катар, 2012). Роль исполнил — Абдул-Азиз Махьюн.